# 金沢市立小将町中学校
金沢市立小将町中学校（かなざわしりつ こしょうまちちゅうがっこう、英語: Kanazawa Municipal Koshomachi Junior High School）は、かつて石川県金沢市小将町にあった公立中学校。金沢市立長町中学校の開校に伴い、2023年（令和5年）3月末に閉校した。
小将町中学校の跡地には金沢市立兼六小学校が移転する予定となっており、小将町中学校旧校舎を改修して、兼六小学校の新校舎に転用する事業が進められている（2025年〈令和7年〉8月完成予定）。

## 概要
金沢市の中心市街地にあった中学校。
1881年（明治14年）に開校した金沢区高等小学校を発祥として、精練小学校（1882年 - 1885年）、金沢小学校（1885年 - 1887年）を経て高等科金沢小学校（1887年 - 1900年）と改称。校舎を増設した1900年（明治33年）に、新校舎において小将町高等小学校が分離・開設され、旧校舎は長町高等小学校と称した。その後、1908年（明治41年）に長町高等小学校は閉校に伴い小将町高等小学校に統合された。金沢市立小将町国民学校高等科（1941年 - 1947年）の時期を経たのち、戦後の学制改革により新制中学校として金沢市立小将町中学校が発足した。旧小将町高等小学校から受け継いだ校舎については、火災類焼により焼失したため、1951年（昭和26年）に校舎を新築、さらに1983年（昭和53年）に新校舎を竣工して移転した。
校歌は室生犀星作詞、山田耕筰作曲である。

## 通学区域
《出典：》
中央小学校通学町（香林坊2丁目4番17号～4番21号、5番2号～5番10号、5番18号～5番43号、7番、8番、10番22号～10番27号、高岡町1番～18番、20番～23番、武蔵町1番～16番、17番1号、17番2号、17番22号～17番40号、上堤町、下堤町、博労町、青草町、上近江町、下近江町、十間町、下松原町、西町3番丁、西町4番丁、西町藪ノ内通、尾山町、南町、玉川町2番、尾張町1丁目1番1号～1番9号、11番1号～11番6号、11番26号、11番27号、尾張町2丁目1番～5番、6番53号～6番57号、7番1号～7番6号、7番16号～7番18号、8番1号～8番7号、彦三町1丁目1番、2番1号、2番18号～2番29号、4番1号、4番2号、4番32号～4番39号、彦三町2丁目2番1号～2番3号、2番17号～2番19号、安江町1番1号～1番10号、1番32号～1番41号、11番2号～11番34号、12番3号～12番33号、13番3号～13番28号、14番1号～14番5号、14番20号～14番23号、15番3号～15番6号、本町1丁目1番1号～1番4号、1番39号～1番44号、袋町、丸の内4番、5番、大手町1番3号～1番8号に限る。）、明成小学校通学町、馬場小学校通学町

## 周辺
- 国道159号
- 兼六園

## 主な出身者
- 室生犀星：詩人、小説家　※長町高等小学校・1902年5月中退[13]
- 吉田三郎：彫刻家　※長町高等小学校卒業
- 永井柳太郎：政治家　※長町高等小学校・1893年3月卒業[14]
- 笠間雄二：元プロ野球選手（阪神タイガース）
- 能登麻美子：声優